# Rörelsesjuka
Rörelsesjuka, även kallad sjösjuka, åksjuka eller rymdsjuka, är illamående och en övergående lätt åkomma som anses uppstå då kroppen reagerar på att hjärnan får information från synsinnet respektive balansorganet som inte överensstämmer med varandra ("den sensoriska konflikthypotesen"), eller när sinnena ger för mycket information ("sensorisk överbelastning"), vilket exempelvis kan ske när barn snurrar varandra fort i en snurrfåtölj.

## Orsaker
Rörelsesjuka orsakas, som namnet antyder, av rörelser. Sjukdomstillståndet uppkommer sällan av rörelser med högre frekvens än 0,5 Hz; människan är allra mest känslig vid ca 0,2 till 0,3 Hz, det vill säga en full vågrörelseperiod på tre till fem sekunder. Dessa frekvenser motsvarar därmed böljande rörelser, så som vid grov sjö. Vid bilkörning bidrar rondeller, långa sättningar och vägojämnheter till att framkalla denna typ av lågfrekventa helkroppsvibrationer i olika riktningar (vertikalt, i sidled, i färdriktningen, samt rotationer). 
Alla som har fullt fungerande balansorgan kan få rörelsesjuka. Känsligheten påverkas av en rad faktorer, såsom hunger, mat, törst, dryck, alkohol, rök och andra lukter, trötthet, syn, ålder (barn är känsligare än vuxna) samt kön (kvinnor är känsligare än män). Astronauter drabbas med få undantag av rörelsesjuka, till följd av corioliseffekten. Corioliseffekten kan leda till svår desorientering hos piloter. 
Tågresor ger sällan upphov till rörelsesjuka. Ett undantag är snabbtåg med aktivt lutande vagnar. Vissa avstår från att åka med dessa tåg, då de lätt blir åksjuka av det. Vid körning i hög fart på gamla krokiga spår kan sidkrafterna bli obehagligt höga. Idén med lutande tåg är att minska de obehagliga sidkrafterna. Detta sker dock till priset av att man ökar vissa lågfrekventa (långsamma, böljande) rörelser. Dessa rörelser ligger ofta mellan 0,1 och 0,5 Hz, det vill säga just i det intervall människan lätt blir åksjuk, vilket är en helt annan typ av obehag än vid exponering för snabbt växlande sidkrafter. Läs även om gångegenskaper (tåg).
Många människor upplever mest åksjukebesvär av rörelser vid ca 0.2 Hz. En anledning till detta är att människans balanssinne har svårt att särskilja mellan 0.2 Hz krängning (rollvibration) och lutningsförändring.

## Symptom
Rörelsesjuka kan medföra trötthet och nedsatt prestationsförmåga. Symptomen omfattar ökad salivavsöndring, svettningar, nedstämdhet, apati, blekhet, illamående, yrsel, och, i svåra fall, kräkning.
Vid svår rörelsesjuka kan reaktionerna sitta i under flera dygn.

## Åksjuka kan förebyggas
Rörelsesjuka kan förebyggas genom att:
- vara utvilad före resan.
- undvika fet mat och alkoholdrycker före resan.
- ta åksjukemedel vid medveten känslighet. Exempel är skopolamin (Scopoderm) och prometazin (Lergigan eller Avomine).
- Att börja resan lugnare. T.ex. om det handlar om båtresa. Börja med att segla inomskärs första 24 timmarna för att sedan gå ut till större vatten. På så vis hinner kroppen anpassa sig.

Under resan kan man:
- försöka fästa blicken långt fram på vägen eller mot horisonten.
- sitta långt fram i fordonet/farkosten; ju närmare den styrande (fram-)axeln man sitter, desto mindre lågfrekventa girrörelser utsätts man för.
- helst sitta på vänster sida (i länder med högertrafik; på höger sida i länder med vänstertrafik) om vägen är kurvig; ju närmare vägkanten man färdas, desto större amplitud utsätts man för från vägens tvärfallsförändringar.
- luta huvudet inåt i kurvor, så minskas påverkan på örats balansorgan.
- undvika läsning.
- hålla omgivningen sval
- i båt; försöka sitta mitt i båten, där gungar det mindre.
- gå ut på däck och sitta i friska luften, där man dessutom kan se horisonten.
- äta och dricka lite då och då under resan. Undvika alkohol.

Om resan tar flera dygn, anpassar sig sinnena efter hand till rörelserna. Då minskar känsligheten för rörelsesjuka. Till sjöss kallas detta att man får "sjöben". Om man anpassat sig väl, kan det kännas som om marken gungar, när man går i land, och de första stegen kan bli som om man vore berusad. Detta förhållande benämns stundom "landsjuka".